# Чхиквадзе, Григорий Захарович
Григорий Захарович Чхиквадзе (груз. გრიგოლ ჩხიკვაძე; 14/27 апреля 1898, Тифлис, Российская империя — 24 декабря 1986, Тбилиси, Грузинская ССР) — грузинский советский музыковед

-фольклорист, музыкальный педагог, доктор искусствоведения (1945), профессор (с 1947), заслуженный деятель искусств Грузинской ССР. Основатель и руководитель Кабинета грузинской народной музыки и кафедры грузинского народного музыкального творчества Тбилисской государственной консерватории.

## Биография
Был женат на певице Елене Гачечиладзе. Отец известного грузинского актёра, Героя Социалистического Труда (1988), Народного артиста СССР (1981) Рамаза Чхиквадзе .
В 1927 году окончил теоретико-композиционный факультет Тбилисской государственной консерватории, в 1932 году — Ленинградскую консерваторию по специальности «теория и композиция». В 1935 году окончил аспирантуру Института антропологии и этнографии Всесоюзной академии наук по специальности фольклорист.
В 1918—1930 годах работал учителем пения и руководителем хоров в средних школах Тбилиси, учителем теоретических предметов в музыкальном техникуме. Был руководителем хора общества «Шеварден», членом оркестра общества молодых музыкантов (сначала играл на скрипке, затем на альте), директором 2-го музыкального техникума и преподавателем консерватории.
В 1935—1939 годах одновременно — проректор консерватории, затем, до 1948 года — ответственный секретарь Союза композиторов Грузинской ССР.
В 1935—1939 годах по его инициативе в Тбилисской государственной консерватории был создан Кабинет фольклора. В 1941—1945 гг. — преподаватель театрального института, с 1946 г. — профессор консерватории и заведующий научным кабинетом музыкального фольклора. В 1953—1960 годах был заведующим фольклорной секции отдела этнографии Академии наук. В разное время был заведующим фонолабораторией и экспедиционным отделом Дома народного творчества (ныне Государственный фольклорный центр).
Внёс большой вклад в сбор грузинских народных песен и запись их на ноты. Был действительным членом Академии наук Грузинской ССР. Систематически руководил экспедициями в разные районы Грузии.
Издал несколько сборников народных песен. Автор «Гимна Шевардена», «Марша Шевардена», музыки к 8 музыкальным сочинениям, двух-, трех- и четырехактных детских опер, романсов, хоров, камерной музыки, детских песен.
Его «Элементарная теория музыки», переиздавалась несколько раз подряд; биографии композиторов выходили трижды (1940—1956). Многие его произведения опубликованы за границей.
Похоронен на Сабурталинском кладбище.

## Избранные публикации
- Современный музыкальный фольклор Грузии, Тб., 1961;
- Грузинская народная музыка, Тб., 1965; на рус. яз. — Композиторы Грузинской ССР. Краткие биографии, Тб., 1940;
- Грузинская народная песня. Песенник. (Киев, 1977);
- История грузинской музыки (от начала до XIX века);
- Путеводитель по грузинскому музыкальному фольклору;
- Историография грузинского музыкального фольклора. (1963);
- Основные виды грузинского народного многоголосья. (Москва, 1964);
- Элементарная теория музыки. (Тбилиси, 1966).